# 黑里河
黑里河，位于中华人民共和国内蒙古自治区赤峰市宁城县西部的一条河流，是老哈河左岸支流，发源于宁城县黑里河镇西北七老图山棒槌山南麓，东南流经至黑里河镇转东流，经打虎石水库，于右北平镇（原名甸子镇）黑城村东南汇入老哈河。河流全长58.9千米，流域面积653.16平方千米，河道平均比降5.5‰，年均径流量1.005亿立方米。黑里河上中游植被良好，有大面积的天然油松林，是京津唐地区重要的天然屏障，建有黑里河国家级自然保护区。